# 艾塔奇·亚尔曼
艾塔奇·亚尔曼（土耳其語：Aytaç Yalman，1940年7月29日—2020年3月15日），土耳其陸軍將領。
他曾於2000年至2002年期間擔任土耳其憲兵總司令部總司令。2002年至2004年期間擔任土耳其陸軍總司令。
2020年3月15日，艾塔奇·亚尔曼因2019冠狀病毒病引起的併發症去世，去世前三週曾到訪伊朗。